# Hinstock
Hinstock – wieś w Anglii, w hrabstwie Shropshire. Leży 25 km na północny wschód od miasta Shrewsbury i 217 km na północny zachód od Londynu. Miejscowość liczy 900 mieszkańców.